# Andreae (geslacht)
Andreae (ook Beucker Andreae; Van Bothnia Andreae; Fockema Andreae; Nauta Andreae) is een patriciërsgeslacht oorspronkelijk afkomstig uit Hitzum. De familie heeft haar naam te danken aan de voornaam ''Andries.'' De telg Gadze Andries (1657-1736) studeerde aan de Latijnse school van Franeker en latiniseerde zijn achternaam tot ''Andreae,'' hetgeen studenten in het verleden vaker deden. Het geslacht Andreae werd eind 19de eeuw opgenomen in het Stam- en Wapenboek van A.A. Vorsterman van Oijen. In de 20ste eeuw werd de familie voor het eerst in de derde editie van 1913 opgenomen in het genealogische naslagwerk Nederland's Patriciaat. Heropname volgde in de edities: 29, 77, 78 en 79.

## Enkele telgen
- Gadze Andries ''Andreae'' (1657-1736) student aan de Latijnse school te Franeker, doctor in de medicijnen en theologie, predikant op het eiland Onrust, daarna te Batavia. 
  - ds. Daniel Hermanus Andreae (1697-1771) studeerde theologie, predikant te Blija
    - mr. Henricus Beucker Andreae (1736-1806) secretaris van de grietenij Het Bildt, stamvader van de achternaam ''Beucker Andrea''
      - mr. Daniel Hermannus Beucker Andreae (1772-1828) rechter en politicus
        - mr. Gajus Andreae (1805-1887) advocaat, rechter bij de rechtbank Sneek, later raadsheer bij het gerechtshof Leeuwarden.
          - mr. Johan Henricus Beucker Andreae (1811-1865) advocaat, burgemeester van Leeuwarden, commandeur der orde van de Eikenkroon, ridder in de orde van de Nederlandsche Leeuw
            - Jouwert Andreae (1812-1876) marine-officier en politicus
              - Sicco Leendert Andreae (1840-1911) rechter
                - Arnoldus Johannes Andreae (1845-1899) notaris en schrijver

Fockema Andreae
- Arnold Andreae (1804-1873) notaris, lid provinciale staten van Friesland X Geeske Fockema 
  - Sybrandus Johannes Fockema Andreae (1844-1921) hoogleraar Nederlands Recht, stamvader van de tak ''Fockema Andreae''
    - Joachimus Pieter Fockema Andreae (1879-1949) burgemeester van Utrecht en Commissaris van de Koningin in Groningen
      - Sijbrandus Johannes Fockema Andreae (1904-1968) rechtshistoricus
        - Wim Fockema Andreae (1909-1996) politicus

Nauta Andreae
- Into Nauta Andreae (1870-1920), burgemeester van Buren van 1916 tot en met 1918